# Astra A-100
La Astra A-100 es una pistola semiautomática de doble y simple acción fabricada por Astra, Unceta y Cia entre 1990 y 2006. En los Estados Unidos es llamada "Panther". El diseño de la A-100 es un desarrollo lejano de las primeras A-80 y A-90.

## Diseño
La A-100 funciona por el sistema de retroceso retardado mejorado de Browning, con un tetón en la parte superior del cañón y su respectivo rebaje en la corredera. El sistema de seguridad del arma incluye: una palanca de desamartillado manual, bloqueo de aguja percutora, y seguro de martillo. La pulsación del gatillo en acción doble es larga y dura, impidiendo así la probabilidad de un disparo involuntario.
La Astra A-100 es similar en aspecto a la SIG P228, pero difiere de ésta en varios detalles. El más visible es la localización de la palanca de desarme, que en la Astra está sobre el lado derecho del armazón, mientras que en la SIG está en el izquierdo.La A-100 es ligeramente más pesada que la SIG, debido a su fabricación completamente en acero. El martillo de la A-100 es redondo con un agujero en el medio, y el de la SIG tiene cola de milano. Los cargadores no son intercambiables entre ambos modelos.